# マルティン・アーメルハウザー
マルティン・アーメルハウザー（Martin Amerhauser、1974年7月23日 - ）は、オーストリアの元サッカー選手。元オーストリア代表。ポジションはミッドフィールダー。

## 来歴
1998年3月に親善試合でオーストリア代表デビュー。出場機会は無かったが1998 FIFAワールドカップのメンバーにも選ばれた。2005年までに12試合に出場、3得点をあげた。

## 代表歴

### 出場大会
- オーストリア代表
  - 1998 FIFAワールドカップ

### 試合数
- 国際Aマッチ 12試合 3得点（1998年-2005年）[1]

| オーストリア代表 | 国際Aマッチ | 国際Aマッチ |
| 年               | 出場        | 得点        |
| ---------------- | ----------- | ----------- |
| 1998             | 4           | 1           |
| 1999             | 2           | 1           |
| 2000             | 2           | 0           |
| 2001             | 0           | 0           |
| 2002             | 0           | 0           |
| 2003             | 0           | 0           |
| 2004             | 3           | 1           |
| 2005             | 1           | 0           |
| 通算             | 12          | 3           |